# Elpistostegidae
Elpistosteginae · Elpistostegides
Famille
Sous-famille
Genres de rang inférieur
- † Elpistostege Westoll 1938
- † Tiktaalik Daeschler, Shubin & Jenkins 2006

Les Elpistostegidae sont une famille fossile de poissons tétrapodomorphes qui vivaient au Dévonien moyen à supérieur (du Givétien supérieur au Frasnien inférieur). La famille des Elpistostegides est aussi associée à la sous-famille Elpistosteginae.

## Présentation
Des fossiles du crâne et une partie de l'épine dorsale du genre Elpistostege ont été découverts dans la formation géologique d'Escuminac au Québec, Canada.
En 2013, le fossile entier d'un Elpistostege a été retrouvé dans cette même formation. Le paléontologue Richard Cloutier de l'Université du Québec à Rimouski a proposé qu’Elpistostege puisse détrôner Tiktaalik dans la position du poisson le plus proche des tétrapodes. 
La famille des Elpistostegides est définie par les affinités cladistiques établies par Swartz en 2012. 

## Liste des genres
Selon BioLib (30 octobre 2019) :
- genre Elpistostege Westall, 1938 †